# Goran Trivan
Goran Trivan (in cirillico: Горан Триван?; Kladovo, 1962) è un politico serbo, ministro della Gioventù e dello Sport nel primo governo serbo e ministro della Protezione Ambientale nel governo Brnabić I.
È membro del Partito socialista serbo sin dalla sua fondazione.

## Biografia

### Educazione e carriera
Trivan è nato a Kladovo, SFR Jugoslavia nel 1962, dove ha successivamente terminato la scuola primaria e secondaria. Si è laureato presso la Facoltà di scienze forestali dell'Università di Belgrado. Essendo membro del Partito Socialista Serbo, servì come ministro della Gioventù e dello Sport nella prima convocazione del Governo serbo, dall'11 febbraio al 31 luglio 1991.
Successivamente lavorò presso l'azienda forestale nazionale Srbijašume, di cui in seguito divenne direttore esecutivo. Essendo un membro di spicco del partito al governo, servì come presidente e membro del comitato direttivo di numerose istituzioni nazionali in vari campi.
Nel novembre del 2001, un anno dopo il rovesciamento di Slobodan Milošević, fu arrestato con l'accusa di aver commesso l'atto criminale di istigazione per il danneggiamento del campo giovanile di Kladovo per danni da 6,5 milioni di dinari. Successivamente venne assolto per assoluta obsolescenza.
È stato a capo del Segretariato per la protezione ambientale di Belgrado dal 2008 al 2017.

### 2017-2020: Ministro della protezione ambientale
Il 29 giugno 2017 venne nominato Ministro della protezione ambientale della Serbia in quello che sarà il primo governo di Ana Brnabić.
Nell’agosto dello stesso anno Trivan dichiarò che la Serbia era molto indietro rispetto agli altri paesi europei nella tutela dell’ambiente, stimando la necessità di un investimento di 15 miliardi di euro per rimettere in ordine il settore ambientale. Affermò anche che il suo ministero porrà l'accento sui progetti (che genereranno così più soldi dai fondi UE e dagli investimenti esteri), su una migliore gestione delle discariche e sul controllo dei gas nocivi e degli escretori. Alla fine di agosto 2017, Trivan dichiarò che fosse necessario investire principalmente circa 5 miliardi di euro in impianti di trattamento delle acque reflue. Criticò anche la vendita di risorse idriche a società straniere eseguite negli ultimi dieci anni, affermando avrebbero dovuto ancora vedere le incomprensibili conseguenze a lungo termine di tali azioni.